# Koromačno
Koromačno är en ort i Kroatien.   Den ligger i länet Istrien, i den västra delen av landet, 170 km sydväst om huvudstaden Zagreb. Koromačno ligger 155 meter över havet och antalet invånare är 180.
Terrängen runt Koromačno är huvudsakligen kuperad, men åt sydväst är den platt. Havet är nära Koromačno åt sydost.  Närmaste större samhälle är Labin, 12,7 km norr om Koromačno. Omgivningarna runt Koromačno är en mosaik av jordbruksmark och naturlig växtlighet.